# Claix (Charente)
Claix település Franciaországban, Charente megyében. Lakosainak száma 1058 fő (2022. január 1.). Claix Étriac, Val des Vignes, Mouthiers-sur-Boëme, Plassac-Rouffiac és Roullet-Saint-Estèphe községekkel határos.

## Népesség
A település népességének változása:
| Lakosok száma | 512  | 672  | 816  | 859  | 998  | 1005 | 1029 | 1052 | 1064 | 1058 |
|               | 1968 | 1982 | 1990 | 2006 | 2013 | 2015 | 2017 | 2019 | 2020 | 2022 |